# Canthium congestiflorum
Canthium congestiflorum är en måreväxtart som beskrevs av Henry Nicholas Ridley. Canthium congestiflorum ingår i släktet Canthium och familjen måreväxter. Inga underarter finns listade i Catalogue of Life.